# Port Louis (stad)
Port Louis (Frans: Port-Louis) is de hoofdstad van Mauritius.
Port Louis is de meest bevolkte stad van het land. De stad wordt bestuurd door de Conseil Municipal de Port Louis, een gemeenteraad. Volgens de volkstelling in 2014 bestond de populatie van de stad Port Louis uit 120.376 inwoners.
De stad is gelegen in het hoofdstedelijk district Port Louis (alhoewel een westelijke deel in het district Black River ligt).

## Geschiedenis
De haven was in 1638 al bekend bij de Nederlanders als Noordwester Haven. In 1735, onder Frans bestuur, werd de nederzetting het bestuurlijk centrum van Mauritius. De haven was een belangrijk bevoorradingspunt voor schepen die van Azië naar Europa voeren langs Kaap de Goede Hoop.
De stad is, als eerbetoon, vernoemd naar de Franse koning Louis XV. Gedurende de periode van de Franse kolonisatie stond Mauritius bekend als Île-de-France. De Franse gouverneur van die tijd, Bertrand-François Mahé de La Bourdonnais, droeg bij aan de ontwikkeling van de stad.
Tijdens de napoleontische oorlogen werd de stad in 1810 bezet door de Britten die van hieruit de toegang tot de Indische Oceaan controleerden. In 1892 werd de stad voor een groot deel vernield door een tropische cycloon, die aan 1.500 mensen het leven kostte. Na de opening van het Suezkanaal in 1869 verloor de haven en de stad snel aan belang in de internationale handelsroutes. De zevenjarige sluiting van dit kanaal, die begon in 1967, bracht dan weer een heropleving met zich mee.

## Bevolking
In juli 2019 telde de stad Port Louis naar schatting 146.737 inwoners, een lichte daling ten opzichte van 150.353 inwoners in 2014. In de laatste officiële volkstelling van 2011 werden er 149.226 personen geregistreerd. De verhouding tussen het aantal mannen en vrouwen in de stad is vrijwel gelijk.

### Taal
Het grootste deel van de bevolking spreekt thuis het van het Frans afgeleide Mauritiaans Creools (93%) . Andere belangrijke talen waren het Frans (3%), Bhojpuri (1%), Chinese talen, Hindi en het Engels.

### Religie
De bevolking van Port Louis bestaat uit verschillende religieuze groepen waarvan er geen een absolute meerderheid vormt.
In 2011 was de islam, met 55.173 aanhangers, de grootste religieuze gemeenschap in de stad. Verder werden er 51.725 rooms-katholieken en 30.026 hindoes in de stad geregistreerd. Ongeveer 10.000 personen waren lid van andere christelijke kerken, terwijl er 1.043 boeddhisten werden geteld. 1.275 personen hadden geen religieuze voorkeur of hingen een andere religie aan.
| Religieuze samenstelling in juli 2011 | Religieuze samenstelling in juli 2011 | Religieuze samenstelling in juli 2011 | Religieuze samenstelling in juli 2011 | Religieuze samenstelling in juli 2011 |
| ------------------------------------- | ------------------------------------- | ------------------------------------- | ------------------------------------- | ------------------------------------- |
|                                       |                                       |                                       |                                       |                                       |
| Islam                                 | Islam                                 |                                       | 37,0%                                 | 37,0%                                 |
| Katholieke Kerk                       | Katholieke Kerk                       |                                       | 34,7%                                 | 34,7%                                 |
| Hindoeïsme                            | Hindoeïsme                            |                                       | 20,1%                                 | 20,1%                                 |
| Overige christenen                    | Overige christenen                    |                                       | 6,7%                                  | 6,7%                                  |
| Boeddhisme                            | Boeddhisme                            |                                       | 0,7%                                  | 0,7%                                  |
| Geen/Anders                           | Geen/Anders                           |                                       | 0,9%                                  | 0,9%                                  |

## Sport
In 2006 vond de vierde editie van de Afrikaanse kampioenschappen wielrennen plaats in en rond de stad.

## Stedenbanden
- Ahmedabad, India
- Birmingham, Verenigd Koninkrijk
- Doha, Qatar
- Erlangen, Duitsland
- Foshan, China
- Franceville, Gabon
- Glasgow, Verenigd Koninkrijk
- Jaipur, India
- Karachi, Pakistan
- La Possession, Frankrijk
- Le Port, Frankrijk
- Quebec, Canada
- Surat, Gujarat, India

Bambous · Beau Bassin-Rose Hill · Centre de Flacq · Mapou · Port Louis · Port Mathurin · Quartier Militaire · Raphael · Rose-Belle · Souillac · Triolet · Vingt Cinq